# Эрдейи, Янош
Янош Эрдели (правильнее Янош Эрдейи, венг. Erdélyi János; 1 апреля 1814, село Кишкапош, комитат Унг, Австрийская империя (ныне Мале-Капушаны, Кошицкий край Словакии) — 23 января 1868, Шарошпатак) — венгерский поэт, писатель, литературный критик, юрист, философ-левогегельянец, эстетик и этнограф. Член Венгерской академии наук.

## Биография
Сын бывшего крепостного крестьянина, получившего самообразование и собравшего домашнюю библиотеку. Обучался в протестантской коллегии Шарошпатака. Служил домашним учителем. В 1833 году он переехал в Пешт, где в 1839 был избран членом Венгерской академии наук.

## Творчество
Литературную карьеру начал в середине 1830-х годов, выступив в печати с первыми стихами. В 1842 году вступил в литературное Общество Кишфалуди. В 1844 году издав собрание своих стихотворений, написанных в народном стиле («Költeményei»).
Собирал фольклор. Слава к Яношу Эрдели пришла после опубликования в 1846—1848 гг. сборника венгерских народных песен и преданий «Magyar népköltési gyűjtemény, népdalok és mondák», имевшего большое влияние на развитие венгерской поэзии. Эта работа затем была частично переведена на немецкий язык и издана в Берлине в 1851.
Эрдели собрал также обширную коллекцию венгерских пословиц «Magyar közmondások könyve». Некоторое время он работал редактором печатного издания «Szépirodalmi Szemle», публиковавшего обзоры художественной литературы.
Во время революции 1848 года был назначен директором Национального театра в Пеште, но после поражения революции скрывался и с 1849 года проживал в своем родном городе. С 1851 года преподавал в Шарошпатаке.
Умер 23 января 1868 года. Через год после его смерти была напечатана книга A nép költészete: népdalok, népmesék és közmondások — сборник народной поэзии, в которую вошли народные песни, сказки и пословицы. Эта произведение Эрдели содержит более 300 народных песен, 19 народных сказок и 7362 венгерские пословицы. Другая его книга, опубликованная посмертно — незаконченная «Всеобщая история литературы» («Egyetemes irodalomtörténet», издана в 1868) свидетельствует о повороте к позитивизму.
Как философ он был социалистом-утопистом, находившимся под влиянием Гегеля.

## Избранная библиография

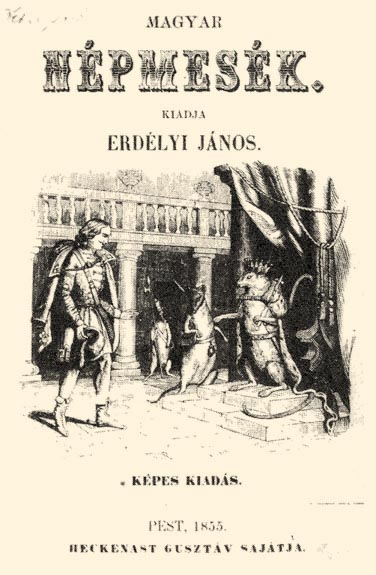
Книга венгерских сказок, изданная Яношем Эрдели в 1855 г.

- Коллекция венгерского фольклора, народные песни и сказки, Pest, (1846—1847)
- Книга венгерских пословиц, Pest, 1851